# 火思丹
火思丹（?—?），元朝驸马。汪古部人，阿剌兀思剔吉忽里的曾孙，孛要合之孙，拙里不花之子。
孛要合三子，都是侍妾所生：君不花、爱不花、拙里不花。君不花娶元定宗贵由之女叶里迷失公主，爱不花娶元世祖幼女月烈公主。拙里不花镇守云南，火思丹娶元朝宗王卜罗出的女儿竹忽真公主。

## 妻
竹忽真公主，宗王卜罗出的女儿